# IBU Cup 2022-2023
L'IBU Cup 2022-2023 è stata la venticinquesima edizione del circuito internazionale di secondo livello proposto dall'IBU; il primo è costituito dalla Coppa del mondo di biathlon 2023.
La stagione è iniziata il 29 novembre 2022 a Idre Fjaell ed è terminata il 4 marzo 2023 a Canmore. I campionati europei di Lenzerheide sono stati la quinta tappa del circuito.
I vincitori uscenti (femminile e maschile) della classifica generale erano la francese Lou Jeanmonnot e il norvegese Erlend Bjoentegaard.

## Risultati

### Maschile
| Data                                | Località     | Nazione    | Spec. | Primo                     | Secondo                   | Terzo                     |
| ----------------------------------- | ------------ | ---------- | ----- | ------------------------- | ------------------------- | ------------------------- |
| 29 novembre 2022                    | Idre Fjaell  | Svezia     | SP    | Endre Stroemsheim         | Mats Oeverby              | Philipp Horn              |
| 30 novembre 2022                    | Idre Fjaell  | Svezia     | PU    | Martin Uldal              | Endre Stroemsheim         | Mats Oeverby              |
| 3 dicembre 2022                     | Idre Fjaell  | Svezia     | IN    | Endre Stroemsheim         | Aleksander Fjeld Andersen | Lucas Fratzscher          |
| 4 dicembre 2022                     | Idre Fjaell  | Svezia     | SP    | Endre Stroemsheim         | Philipp Horn              | Andrejs Rastorgujevs      |
| 15 dicembre 2022                    | Val Ridanna  | Italia     | SP    | Endre Stroemsheim         | Oscar Lombardot           | Martin Uldal              |
| 17 dicembre 2022                    | Val Ridanna  | Italia     | PU    | Mats Oeverby              | Oscar Lombardot           | Aleksander Fjeld Andersen |
| 18 dicembre 2022                    | Val Ridanna  | Italia     | MS60  | Martin Uldal              | Erlend Bjoentegaard       | Lucas Fratzscher          |
| 5 gennaio 2023                      | Orsblie      | Slovacchia | SS    | Eric Perrot               | Mats Oeverby              | Martin Uldal              |
| 7 gennaio 2023                      | Orsblie      | Slovacchia | SP    | Eric Perrot               | Isak Frey                 | Endre Stroemsheim         |
| 13 gennaio 2023                     | Pokljuka     | Slovenia   | IN    | Sindre Fjellheim Jorde    | Mats Oeverby              | Vebjoern Soerum           |
| 14 gennaio 2023                     | Pokljuka     | Slovenia   | SP    | Sindre Fjellheim Jorde    | Lucas Fratzscher          | Vebjoern Soerum           |
| 15 gennaio 2023                     | Pokljuka     | Slovenia   | SP    | Vebjoern Soerum           | Aleksander Fjeld Andersen | Lucas Fratzscher          |
| Campionati europei di biathlon 2023 |              |            |       |                           |                           |                           |
| 25 gennaio 2023                     | Lenzerheide  | Svizzera   | IN    | Endre Stroemsheim         | Anton Dudchenko           | Lovro Planko              |
| 27 gennaio 2023                     | Lenzerheide  | Svizzera   | SP    | Erlend Bjoentegaard       | Vebjoern Soerum           | Philipp Nawrath           |
| 28 gennaio 2023                     | Lenzerheide  | Svizzera   | PU    | Vebjoern Soerum           | Erlend Bjoentegaard       | Endre Stroemsheim         |
| 2 febbraio 2023                     | Obertilliach | Austria    | SP    | Endre Stroemsheim         | Vebjoern Soerum           | Dmytro Pidruchnyi         |
| 4 febbraio 2023                     | Obertilliach | Austria    | SP    | Vebjoern Soerum           | Endre Stroemsheim         | Anton Ivarsson            |
| 25 febbraio 2023                    | Canmore      | Canada     | SP    | Philipp Horn              | Vebjoern Soerum           | Johan-Olav Botn           |
| 26 febbraio 2023                    | Canmore      | Canada     | SS    | Émilien Claude            | Lucas Fratzscher          | Vebjoern Soerum           |
| 28 febbraio 2023                    | Canmore      | Canada     | MS60  | Aleksander Fjeld Andersen | Martin Uldal              | Simon Kaiser              |
| 1 marzo 2023                        | Canmore      | Canada     | SP    | Vebjoern Soerum           | Johan-Olav Botn           | Daniele Cappellari        |
| 3 marzo 2023                        | Canmore      | Canada     | PU    | Johan-Olav Botn           | Vebjoern Soerum           | Lucas Fratzscher          |

Legenda:
IN = individuale (20 km)
SS = super sprint (4.5 km qual.+7.5 km final)
SP = sprint (10 km)
PU = inseguimento (12,5 km)
MS60 = partenza in linea a 60 (15 km)

### Femminile
| Data                                | Località     | Nazione    | Spec. | Primo                     | Secondo                   | Terzo                    |
| ----------------------------------- | ------------ | ---------- | ----- | ------------------------- | ------------------------- | ------------------------ |
| 29 novembre 2022                    | Idre Fjaell  | Svezia     | SP    | Marthe Krakstad Johansen  | Janina Hettich-Walz       | Marion Wiesensarter      |
| 30 novembre 2022                    | Idre Fjaell  | Svezia     | PU    | Marthe Krakstad Johansen  | Gilonne Guigonnat         | Marion Wiesensarter      |
| 3 dicembre 2022                     | Idre Fjaell  | Svezia     | IN    | Janina Hettich-Walz       | Maren Kirkeeide           | Mona Brorsson            |
| 4 dicembre 2022                     | Idre Fjaell  | Svezia     | SP    | Selina Grotian            | Tilda Johansson           | Vanessa Hinz             |
| 15 dicembre 2022                    | Val Ridanna  | Italia     | SP    | Federica Sanfilippo       | Vanessa Hinz              | Paula Botet              |
| 17 dicembre 2022                    | Val Ridanna  | Italia     | PU    | Maren Kirkeeide           | Federica Sanfilippo       | Vanessa Hinz             |
| 18 dicembre 2022                    | Val Ridanna  | Italia     | MS60  | Gilonne Guigonnat         | Anamarija Lampic          | Tilda Johansson          |
| 5 gennaio 2023                      | Orsblie      | Slovacchia | SS    | Maren Kirkeeide           | Frida Dokken              | Fany Bertrand            |
| 7 gennaio 2023                      | Orsblie      | Slovacchia | SP    | Eleonora Fauner           | Hannah Auchentaller       | Juni Arnekleiv           |
| 13 gennaio 2023                     | Pokljuka     | Slovenia   | IN    | Hannah Auchentaller       | Hannah Kebinger           | Paula Botet              |
| 14 gennaio 2023                     | Pokljuka     | Slovenia   | SP    | Hannah Kebinger           | Karoline Erdal            | Michela Carrara          |
| 15 gennaio 2023                     | Pokljuka     | Slovenia   | SP    | Paula Botet               | Hannah Kebinger           | Lisa Maria Spark         |
| Campionati europei di biathlon 2023 |              |            |       |                           |                           |                          |
| 25 gennaio 2023                     | Lenzerheide  | Svizzera   | IN    | Lisa Maria Spark          | Yuliia Dzhima             | Selina Grotian           |
| 27 gennaio 2023                     | Lenzerheide  | Svizzera   | SP    | Anastasiya Merkushyna     | Tilda Johansson           | Vanessa Hinz             |
| 28 gennaio 2023                     | Lenzerheide  | Svizzera   | PU    | Selina Grotian            | Tilda Johansson           | Gilonne Guigonnat        |
| 2 febbraio 2023                     | Obertilliach | Austria    | SP    | Tilda Johansson           | Sophie Chauveau           | Lydia Hiernickel         |
| 4 febbraio 2023                     | Obertilliach | Austria    | SP    | Juni Arnekleiv            | Fuyuko Tachizaki          | Selina Grotian           |
| 25 febbraio 2023                    | Canmore      | Canada     | SP    | Maren Kirkeeide           | Paula Botet               | Khrystyna Dmytrenko      |
| 26 febbraio 2023                    | Canmore      | Canada     | SS    | Emilie Aagheim Kalkenberg | Michela Carrara           | Paula Botet              |
| 28 febbraio 2023                    | Canmore      | Canada     | MS60  | Marthe Krakstad Johansen  | Mareike Braun             | Gilonne Guigonnat        |
| 1 marzo 2023                        | Canmore      | Canada     | SP    | Emilie Aagheim Kalkenberg | Paula Botet               | Marthe Krakstad Johansen |
| 3 marzo 2023                        | Canmore      | Canada     | PU    | Marthe Krakstad Johansen  | Emilie Aagheim Kalkenberg | Ella Halvarsson          |

Legenda:
IN = individuale (15 km)
SS = super sprint (4.5 km qual.+7.5 km final)
SP = sprint (7,5 km)
PU = inseguimento (10 km)
MS60 = partenza in linea a 60 (12,5 km)

### Miste
| Data                                | Località    | Nazione    | Spec. | Primo                                                                  | Secondo                                                                            | Terzo    |
| ----------------------------------- | ----------- | ---------- | ----- | ---------------------------------------------------------------------- | ---------------------------------------------------------------------------------- | -------- |
| 8 gennaio 2023                      | Orsblie     | Slovacchia | MX    | Norvegia Isak Frey, Endre Stroemsheim, Juni Arnekleiv, Maren Kirkeeide | Germania Lucas Fratzscher, Philipp Nawrath, Marion Wiesensarter, Juliane Fruehwirt | Svezia   |
| 8 gennaio 2023                      | Orsblie     | Slovacchia | SMX   | Norvegia                                                               | Francia                                                                            | Svizzera |
| Campionati europei di biathlon 2023 |             |            |       |                                                                        |                                                                                    |          |
| 29 gennaio 2023                     | Lenzerheide | Svizzera   | MX    | Norvegia                                                               | Germania                                                                           | Svezia   |
| 29 gennaio 2023                     | Lenzerheide | Svizzera   | SMX   | Norvegia                                                               | Svizzera                                                                           | Francia  |
| 4 marzo 2023                        | Canmore     | Canada     | MX    | Norvegia                                                               | Germania                                                                           | Francia  |
| 4 marzo 2023                        | Canmore     | Canada     | SMX   | Norvegia                                                               | Austria                                                                            | Francia  |

Legenda:
MX = staffetta mista (2×6+2×7,5)km (D/U) (2×7,5+2×6)km (U/D) 
SMX = staffetta singola mista

## Classifiche

### Maschili

#### Generale
| Pos. | Nome                      | Nazione  | Punti |
| ---- | ------------------------- | -------- | ----- |
| 1    | Endre Stroemsheim         | Norvegia | 1051  |
| 2    | Lucas Fratzscher          | Germania | 923   |
| 3    | Vebjoern Soerum           | Norvegia | 910   |
| 4    | Aleksander Fjeld Andersen | Norvegia | 847   |
| 5    | Mats Oeverby              | Norvegia | 812   |
| 6    | Martin Uldal              | Norvegia | 694   |
| 7    | Philipp Horn              | Germania | 674   |
| 8    | Dominic Schmuck           | Germania | 577   |
| 9    | Oscar Lombardot           | Francia  | 400   |
| 10   | Remi Broutier             | Francia  | 400   |

#### Sprint
| Pos. | Nome                      | Nazione  | Punti |
| ---- | ------------------------- | -------- | ----- |
| 1    | Endre Stroemsheim         | Norvegia | 583   |
| 2    | Vebjoern Soerum           | Norvegia | 555   |
| 3    | Lucas Fratzscher          | Germania | 444   |
| 4    | Philipp Horn              | Germania | 423   |
| 5    | Aleksander Fjeld Andersen | Norvegia | 394   |

#### Inseguimento
| Pos. | Nome             | Nazione  | Punti |
| ---- | ---------------- | -------- | ----- |
| 1    | Martin Uldal     | Norvegia | 212   |
| 2    | Mats Oeverby     | Norvegia | 187   |
| 3    | Endre Strømsheim | Norvegia | 171   |
| 4    | Lucas Fratzscher | Germania | 171   |
| 5    | Vebjoern Soerum  | Norvegia | 165   |

#### Partenza in linea
| Pos. | Nome                      | Nazione  | Punti |
| ---- | ------------------------- | -------- | ----- |
| 1    | Martin Uldal              | Norvegia | 165   |
| 2    | Aleksander Fjeld Andersen | Norvegia | 135   |
| 3    | Lucas Fratzscher          | Germania | 110   |
| 4    | Daniele Cappellari        | Italia   | 76    |
| 5    | Erlend Bjoentegaard       | Norvegia | 75    |

#### Individuale
| Pos. | Nome                      | Nazione  | Punti |
| ---- | ------------------------- | -------- | ----- |
| 1    | Endre Strømsheim          | Norvegia | 225   |
| 2    | Mats Oeverby              | Norvegia | 143   |
| 3    | Sindre Fjellheim Jorde    | Norvegia | 126   |
| 4    | Aleksander Fjeld Andersen | Norvegia | 106   |
| 5    | Dominic Schmuck           | Germania | 102   |

#### Super Sprint
| Pos. | Nazione                   | Punti    |     |
| ---- | ------------------------- | -------- | --- |
| 1    | Lucas Fratzscher          | Germania | 106 |
| 1    | Mats Oeverby              | Norvegia | 106 |
| 3    | Martin Uldal              | Norvegia | 105 |
| 4    | Aleksander Fjeld Andersen | Norvegia | 95  |
| 5    | Émilien Claude            | Francia  | 90  |

#### Nazioni
| Pos. | Nazione  | Punti |
| ---- | -------- | ----- |
| 1    | Norvegia | 8392  |
| 2    | Germania | 7324  |
| 3    | Francia  | 6937  |
| 4    | Italia   | 6409  |
| 5    | Ucraina  | 6390  |

### Femminili

#### Generale
| Pos. | Nome                      | Nazione  | Punti |
| ---- | ------------------------- | -------- | ----- |
| 1    | Tilda Johansson           | Svezia   | 844   |
| 2    | Gilonne Guigonnat         | Francia  | 842   |
| 3    | Paula Botet               | Francia  | 803   |
| 4    | Maren Kirkeeide           | Norvegia | 771   |
| 5    | Marthe Krakstad Johansen  | Norvegia | 751   |
| 6    | Selina Grotian            | Germania | 614   |
| 7    | Vanessa Hinz              | Germania | 533   |
| 8    | Michela Carrara           | Italia   | 522   |
| 9    | Lisa Maria Spark          | Germania | 482   |
| 10   | Emilie Aagheim Kalkenberg | Norvegia | 481   |

#### Sprint
| Pos. | Nome                     | Nazione  | Punti |
| ---- | ------------------------ | -------- | ----- |
| 1    | Paula Botet              | Francia  | 504   |
| 2    | Tilda Johansson          | Svezia   | 429   |
| 3    | Gilonne Guigonnat        | Francia  | 372   |
| 4    | Marthe Krakstad Johansen | Norvegia | 355   |
| 5    | Maren Kirkeeide          | Norvegia | 335   |

#### Inseguimento
| Pos. | Nome                     | Nazione  | Punti |
| ---- | ------------------------ | -------- | ----- |
| 1    | Marthe Krakstad Johansen | Norvegia | 209   |
| 2    | Gilonne Guigonnat        | Francia  | 201   |
| 3    | Tilda Johansson          | Svezia   | 187   |
| 4    | Maren Kirkeeide          | Norvegia | 172   |
| 5    | Selina Grotian           | Germania | 150   |

#### Partenza in linea
| Pos. | Nome                     | Nazione  | Punti |
| ---- | ------------------------ | -------- | ----- |
| 1    | Gilonne Guigonnat        | Francia  | 150   |
| 2    | Marthe Krakstad Johansen | Norvegia | 90    |
| 3    | Mareike Braun            | Germania | 84    |
| 4    | Tilda Johansson          | Svezia   | 82    |
| 5    | Anamarija Lampic         | Slovenia | 75    |

#### Individuale
| Pos. | Nome                | Nazione  | Punti |
| ---- | ------------------- | -------- | ----- |
| 1    | Lisa Maria Spark    | Germania | 164   |
| 2    | Tilda Johansson     | Svezia   | 121   |
| 3    | Selina Grotian      | Germania | 107   |
| 4    | Hannah Auchentaller | Italia   | 92    |
| 5    | Paula Botet         | Francia  | 91    |

#### Super Sprint
| 1 | Maren Kirkeeide           | Norvegia | 140 |   |               |         |    |
| 1 | Emilie Aagheim Kalkenberg | Norvegia | 90  |   |               |         |    |
| 3 | Frida Dokken              | Norvegia | 75  |   |               |         |    |
| 3 | Michela Carrara           | Italia   | 75  |   |               |         |    |
| 5 | Paula Botet               | Francia  | 60  | 5 | Fany Bertrand | Francia | 60 |

#### Nazioni
| Pos. | Nazione  | Punti |
| ---- | -------- | ----- |
| 1    | Norvegia | 7761  |
| 2    | Francia  | 7472  |
| 3    | Svezia   | 7200  |
| 4    | Germania | 7141  |
| 5    | Austria  | 6653  |

### Miste

#### Staffette Miste
| Pos. | Nazione  | Punti |
| ---- | -------- | ----- |
| 1    | Norvegia | 540   |
| 2    | Francia  | 341   |
| 3    | Germania | 305   |
| 4    | Austria  | 295   |
| 5    | Svizzera | 293   |